# سفياتوسلاف شعبانوف
سفياتوسلاف شعبانوف هو لاعب كرة قدم روسي في مركز الدفاع، ولد في 23 مارس 1993 في تامبوف في روسيا. لعب مع نادي تامبوف ‏.